# Schie-Schiekanaal
Het Schie-Schiekanaal is een water in Rotterdam dat de verbinding vormt tussen de Delfshavense Schie en de Rotterdamse Schie.
Dit kanaal werd gegraven tussen 1928 en 1933 en gaat over in het Noorderkanaal. De plannen voor dit kanaal dateerden al van 1892. Op 29 maart 1906 werd eindelijk besloten tot de feitelijke aanleg, maar het zou nog tot 1928 duren voor een begin met de aanleg werd gemaakt. 
Aan het kanaal ligt een kleine haven, de Fokhaven, die nu voornamelijk voor de pleziervaart wordt gebruikt. Het kanaal wordt nu veelal voor de pleziervaart gebruikt, maar ook voor aanvoer van vers zeewater voor Diergaarde Blijdorp.